# Asfaltovenator
Asfaltovenator – rodzaj wymarłego dinozaura, teropoda z grupy tetanurów i prawdopodobnie nadrodziny allozauroidów.
Skamieniałości nieznanego zwierzęcia odnaleziono w Argentynie, 1,6 km na północny wschód od wioski Cerro Cóndor. Kości spoczywały w skałach formacji Cañadón Asfalto, którą datuje się na czas od późnego toarku do bajosu. Środkowopatagoński basen Cañadón Asfalto reprezentuje środowisko obfitujące w jeziora i rzeki, których osadom towarzyszy także tuf wulkaniczny. Znajdywano tam wcześniej skamieniałości dinozaurów i ssaków. Nowe znalezisko obejmowało prawie kompletną czaszkę z fragmentarycznym szkieletem pozaczaszkowym. Oznaczono je MPEF PV 3440. Ustanowiono je potem holotypem nowego rodzaju. Budowa kości wskazywała, że chodzi o dużego tetanura, raczej bazalnego przedstawiciela grupy. Badacze odnotowali obecność rożków tworzonych przez wyrostki grzbietowe kości zaoczodołowej. Do autapomorfii czaszki tego rodzaju, mierzącej 75–80 cm, zaliczono przebiegające między wyrostkami paroccipital processes i otworem wielkim poziome grzebienie na os exooccipitale, zęby przedszczękowe o dobrze zaznaczonym dystalnym, ale słabym mezjalnym ząbkowaniu, skostniały antarticular żuchwy. Kręgi szyjne były platyceliczne, o proksymalnych wyrostkach stawowych przednich wydłużonych. Trójkątny i przechylony w tył wyrostek kolczysty C3 i C4 zaliczono do autapomorfii, w przeciwieństwie do zagłębienia w parapofyzach środkowych kręgów szyjnych i nieobecności kila brzusznego na dystalnych kręgach szyjnych. Nie ma go również na bliższych kręgach grzbietowych. Budowę blaszki paradiapophyseal lamina środkowych i dalszych kręgów grzbietowych także zaliczono do cech diagnostycznych nie stanowiących autapomorfii, do tych ostatnich zaliczono zaś budowę pewnych blaszek kręgów grzbietowych 11 i 12. Żadna autapomorfia nie dotyczy kończyn. Wśród cech diagnostycznych Rauhut i Pol wyszczególniają śródręcze szersze niż dłuższe oraz palec III smuklejszy i dłuższy niż II.
Przedstawione cechy pozwoliły Rauhutowi i Polowi kreować nowy rodzaj zauropsyda. Wybrali dlań nazwę Asfaltovenator. Odnosi się ona do nazwy formacji Cañadón Asfalto, w skałach której odnaleziono skamieniałości. Drugi jej człon, venator, oznacza myśliwego. Autorzy podają, jakoby pochodził z greki. W rzeczywistości słowo to pochodzi z łaciny. Jest ono używane także w nazwach innych teropodów, jak np. Taurovenator, Gobivenator, i inni autorzy podają łacińskie pochodzenie tego wyrazu. W obrębie rodzaju Rauhut i Pol umieścili gatunek Asfaltovenator vialidadi, pragnąc w ten sposób uhonorować Administración de Vialidad Provincial del Chubut i Dirección Nacional de Vialidad w uznaniu ich wsparcia udzielonego wyprawom paleontologicznym organizowanym przez Museo Paleontológico Egidio Feruglio. Zwierzę zaliczono do tetanurów, co czyni je jednym z najwcześniejszych przedstawicieli tego kladu, prawdopodobnie należało też do allozauroidów. W przedstawionym przez autorów kladogramie Asfaltovenator stanowi grupę siostrzaną kladu tworzonego przez Metriacanthosauridae, allozaura i Carcharodontosauria.